# 和土村
和土村（わどむら）は、埼玉県南埼玉郡に存在した村。
1954年（昭和29年）5月3日、岩槻町、新和村、川通村、柏崎村、河合村、慈恩寺村との合併による岩槻町の成立により消滅。

## 地理
- 埼玉県南埼玉地域の西部に位置する。
- 地区は大宮台地の岩槻支台や綾瀬川や元荒川が造り出した沖積平野からなる。
- 2006年現在におけるさいたま市岩槻区の西部にあたる。
- 河川：元荒川、黒谷落
- 池沼：村国池

## 歴史
- 1889年（明治22年）4月1日 - 町村制施行に平行して黒谷村、飯塚村、笹久保村、木曽良村、村国村、南下新井村、笹久保新田の6箇村1新田が合併し、南埼玉郡和土村が成立[1]。大字黒谷に村役場を設置。
- 1954年（昭和29年）5月3日 - 岩槻町、新和村、川通村、柏崎村、河合村、慈恩寺村と合併し、南埼玉郡岩槻町が成立[2]。和土村は消滅した。大字は岩槻町に継承された[1]。
- 1954年（昭和29年）7月1日 - 岩槻町が市制施行し岩槻市となる[2]。
- 2005年（平成17年）4月1日 - 岩槻市がさいたま市に編入され、同市岩槻区となる。